# Пермское речное училище
Пе́рмское речное училище — факультет среднего профессионального образования Пермского филиала Волжского государственного университета водного транспорта (ВГУВТ). Осуществляет подготовку работников и специалистов водного транспорта и судостроения. До 2007 года существовало как самостоятельное учебное заведение.
Открыто 1 июля 1913 года. В 1916 году первый выпуск — 7 капитанов второго разряда речного и озерного плавания. С 1919 года вместо училища организованы двухгодичные профессионально-технические курсы водного транспорта. В 1921 году курсы были перенесены в затоны, а в место них открыт Пермский дневной рабочий техникум водного транспорта. В 1947 году Пермский речной техникум реорганизован в Пермское речное училище. С 1960 года в новом здании на бульваре Гагарина. С 2008 года входит в состав Пермского филиала ВГУВТ как факультет среднего профессионального образования.
Пермский филиал ВГУВТ помимо подготовки в Пермском речном училище осуществляет подготовку по программам высшего образования, в частности по судовождению, гидрографическому обеспечению судоходства и ряду других направлений.

## Речные училища России
Речные училища России создавались с целью подготовлять служащих на судах внутреннего плавания. Первое Речное училище России было учреждено в 1887 г. в Нижнем Новгороде, на средства местных купцов и судопромышленников.
В 1899 г. устроено ещё два Речных училища — в Рыбинске и Благовещенске. Рыбинское речное училище преобразовано из бывшего мореходного класса.
10 июня 1902 г. было утверждено общее положение о Речных училищах ведомства путей сообщения. Речные училища могли быть двух разрядов: училища I разряда разделяются на 3 класса (приготовительный и 2 специальных), а училища II разряда — на 2 класса. Речные училища содержались за счет общественных и сословных учреждений, частных обществ и лиц, с пособием от казны или без него, а также на средства государственного казначейства.
В августе 1904 г. Министерство путей сообщения дает официальное разрешение на открытие Казанского речного училища. Казанский купец 1-й гильдии Землянов, Сергей Андреевич построил в 1904 г. в Казани здание Речного училища, потратив на это 25000 рублей и пожертвовав собственный земельный участок. С 1904 по 1908 гг. купец являлся председателем попечительного совета этого учебного заведения.
27 декабря 1918 г. на заседании коллегии Астраханского районного управления водного транспорта (Рупвод)
было принято Решение об открытии в Астрахани речного училища.
15 декабря 1920 г. по инициативе Сибирского ЦК профсоюзов водников основано Омское речное училище.
В 1930 году основано Лениниградское речное училище.
Для поступления в Речное училище I разряда был необходим 16-летний возраст и знание курса двухклассного сельского училища — для приготовительного класса, городского училища по положению 1872 г. — для первого специального класса;
Для поступления в училище II разряда был необходим 18-летний возраст и знание курса одноклассного училища. Кроме того, требовалось предварительное плавание на паровых судах: не менее 3 месяцев — для приема в первый специальный класс училища I разряда и не менее 12 месяцев — для поступления в училище II разряда.
Для получения аттестата, кроме выдержания теоретического испытания, требовалась служба на паровых судах во время прохождения курса или по окончании его не менее 18 месяцев.

## История Пермского речного училища
В начале 1910 года состоялся доклад Городской управы по поднятому Пермским Биржевым Комитетом вопросу об открытии Пермского речного училища (ПРУ). В докладе указывалось, что Министерство Путей Сообщения предполагает перевести речное училище из Рыбинска в Пермь, в виду того, что большинство воспитанников этого училища составляют уроженцы Пермской губернии.
В 1911 году Пермская Городская Дума единогласно постановила: ассигновать 1500 рублей и дать обязательство о ежегодном назначении такого пособия на содержание речного училища 1-го разряда, если такое будет открыто, и производить начисление пособия лишь со дня открытия и до тех пор, пока будет существовать это училище в Перми.
25 июня 1912 года принят одобренный Государственным Советом и Государственной Думой Закон, Высочайше утверждённый Николаем II.  «Об основании Речного училища первого разряда в городе Перми».
С 1-го июля 1913 года на содержание училища казною были отпущены средства и учреждён штат служащих, с какового времени оно считается официально открытым.
Первый набор состоял из 36 человек. Обучение было платное (25 рублей в год), форму курсанты шили за свой счёт, студенческого общежития не было, а библиотека училища была доступна только преподавателям.
21 октября 1913 года происходил Акт торжественного открытия училища, но занятия начались уже с 15 октября.
В 1916 году состоялся выпуск первой группы из 7 человек капитанов второго разряда речного и озёрного плавания.
В 1919 году вместо училища были организованы двухгодичные профессионально-технические курсы водного транспорта.
В 1921 году курсы были перенесены в затоны, а в место них открыт Пермский дневной рабочий техникум водного транспорта судомеханической (паровики) специальности с четырёхлетним сроком обучения.
В 1924 году открываются учебные мастерские, которые, помимо своего основного назначения — выработать у учащихся элементарные навыки слесарного дела — становятся реальным производством.
17 декабря 1930 году основана Волжская государственная академия водного транспорта (Нижний Новгород).
В 1930-е годы в Пермском речном техникуме открывается судоводительское и судомеханическое отделения, начинается набор на специальность «Дноуглубитель».
Город Пермь в 1940 году в связи с 50-летием В. М. Молотова, ближайшего соратника И. В. Сталина, Пермь была переименована в Молотов и называлась так до 1957 года. Соответственно Пермское речное училище в это время носило название Молотовский речной техникум.
За время Великой Отечественной войны техникум закончили 173 судоводителя и судомеханика, из них 43 женщины. Многие из выпускников сражались на фронтах и погибли, защищая Родину.
После войны училище продолжает готовить судоводителей и судомехаников.
В 1947 году Молотовский речной техникум был реорганизован в Молотовское речное училище. На основных отделениях обучалось 280 человек. Кроме них в училище были образованы шесть групп стажистов (160 человек), которые учились с отрывом от производства.
В 1960 году ПРУ переезжает в новый корпус, в котором разместилось 26 учебных аудиторий, различные лаборатории, в том числе судовождения, судомеханическая и электромеханическая, а также учебно-производственные мастерские.
К 1963 году было подготовлено около трёх тысяч специалистов речного флота, нашедших своё применение на Каме, Волге, Оби, Амуре, Днепре, Печоре и других реках. Учебно-материальная база ПРУ включает два общежития на 500 мест, библиотека, насчитывающая более 50 тысяч книг, 30 кабинетов и лабораторий, учебные мастерские, учебно-производственные суда, спортивный корпус с двумя залами.
В 1999 году Пермский филиал ВГАВТ создан приказом Минтранса России от 05.12.1999 г.№ 103 и приказом Ректора ВГАВТ № 820-е от 17.12.1999 г., на базе учебно-консультационного пункта ВГАВТ, который функционирует с 1963 г. и является обособленным структурным подразделением Волжской государственной академии водного транспорта.
В 2005 года Распоряжением Правительства РФ от 07.10.2005 г. № 1626-р. ФГОУ СПО «Пермское речное училище» было реорганизовано путём присоединения к Пермскому филиалу Федерального государственного образовательного учреждения высшего профессионального образования "Волжская государственная академия водного транспорта. Учредителем филиала является Федеральное агентство морского и речного транспорта. Но до 2007 года включительно ПРУ существует как самостоятельное учебное заведение.
В 2008 году ПРУ входит в состав ФГОУ ВПО (Федерального государственного образовательного учреждения высшего профессионального образования) «Волжская государственная академия водного транспорта» в качестве Пермского Филиала.

## Известные выпускники
- 1952 — Солодников, Геннадий Николаевич — писатель. Писать начал в 1950-е годы, член Союза писателей СССР с 1966 года. Автор десятка книг, три из которых рассказывают о труде речников Камы и были актуальны во времена расцвета Камского пароходства: повесть «Ледовый рейс», «Капитанская вахта», «В речном дальнем плавании».[4]
- 1954 — Кузнецов, Борис Юрьевич (1985—1991) — начальник Камского речного пароходства; 1991—1995 — глава администрации Пермской области (был назначен указом Президента РФ), Депутат Государственной Думы Федерального Собрания РФ второго созыва (1995—1999), был первым заместителем Председателя Государственной Думы второго созыва с февраля 1999 г., являлся членом фракции НДР, членом Комитета по бюджету, налогам, банкам и финансам.
- 1956 — Югов, Леонид Михайлович — начальник Камского речного пароходства в 1992—1993 гг.; генеральный директор ОАО СК «Камское речное пароходство» в 1993—1998 гг.
- 1956 — Игумнов, Геннадий Вячеславович — политик, губернатор Пермской области в 1996—2000 гг.
- 1956 — Бузмаков, Александр Васильевич (1963—1969) — капитан на теплоходе «Гжатск». Поэт.
- 1961 — Гребенкин, Александр Алексеевич — поэт, прозаик, публицист. На его стихи написано более пятидесяти песен, романсов и баллад. Переводил на русский язык стихи крымскотатарских, азербайджанских, немецких, коми-пермяцких и удмуртских поэтов.
- 1962 — Январский, Николай Владимирович — профессор Международной Славянской Академии наук. Автор ряда книг.
- 1968 — Котов, Александр Петрович — в 2005 г. избран главой городского поселения Горки Ленинские.
- 1977 — Бурштейн, Ефим Аронович (Меир-Хаим) — Председатель Совета Общины Иудейского Религиозного Общества (МРО ИРО) г. Перми.
- 1979 —Алексий (Ганьжин) — архимандрит Русской православной церкви, настоятель Кронштадтского Никольского Морского ставропигиального собора, заместитель председателя Синодального отдела Московского Патриархата РПЦ по взаимодействию с Вооруженными силами и правоохранительными органами, заведующий сектором по взаимодействию с ВМФ РФ. Неоднократно участвовал в дальних походах на кораблях ВМФ РФ. Член Епархиального совета, председатель отдела по взаимодействию с вооруженными силами и правоохранительными учреждениями, благочинный Военного благочиннического округа Санкт-Петербургской епархии . Имеет государственные награды РФ: Медали ордена «За заслуги перед Отечеством» I и II степени; награды РПЦ, в том числе орден преподобного Сергия Радонежского III степени, орден преподобного Серафима Саровского III степени, орден святого благоверного великого князя Димитрия Донского III степени и многочисленные другие награды.
- 1980 — Сафронов, Сергий Иванович — священнослужитель Русской православной церкви, настоятель Храма Рождества Богородицы Пермской епархии.
- Кобелев, Борис Михайлович — начальник Камской судоходной компании.
- Миков, Александр Борисович — I Вице-президент Пермской Региональной федерации Джиу-джитсу, экс-инструктор спецподразделений МВД, 6 Дан Джиу-джитсу.
- Арефьев, Вадим Александрович — Член Союза писателей (с 1995 года) и Союза журналистов России (с 1986 года). Лауреат премий «Золотое перо Московии» (2002 год) и «Генералиссимуса Суворова» (2004 год). Награждён Золотой Есенинской медалью (2007 год), медалью «За труды в военной литературе», орденом Элита мира «Во имя человечности» (2008 год).
- Ежов, Евгений Михайлович — Почётный курсант Пермского речного училища. 26 Октября 1944 года за мужество и воинскую доблесть, проявленные в боях с врагами, удостоен звания Героя Советского Союза.
- Куфонин, Сергей Фёдорович — Почётный курсант Пермского речного училища.
- Зеров, Николай Петрович — в Пермской области была учреждена премия им. Н. П. Зерова, которая присуждалась лучшим речникам Камского речного пароходства. В 1971 году Н. П. Зерову присвоено звание Героя Социалистического Труда, он награждён орденами Ленина, Красной Звезды, многими медалями.
- Ланге, Юрий Емельянович — с марта 2006 г. Председатель Земского Собрания Чайковского муниципального района.

За всё время существования ПРУ подготовлено и выпущено более 20 тысяч специалистов для речного транспорта и смежных отраслей.